# Bolla di Unione con i Greci

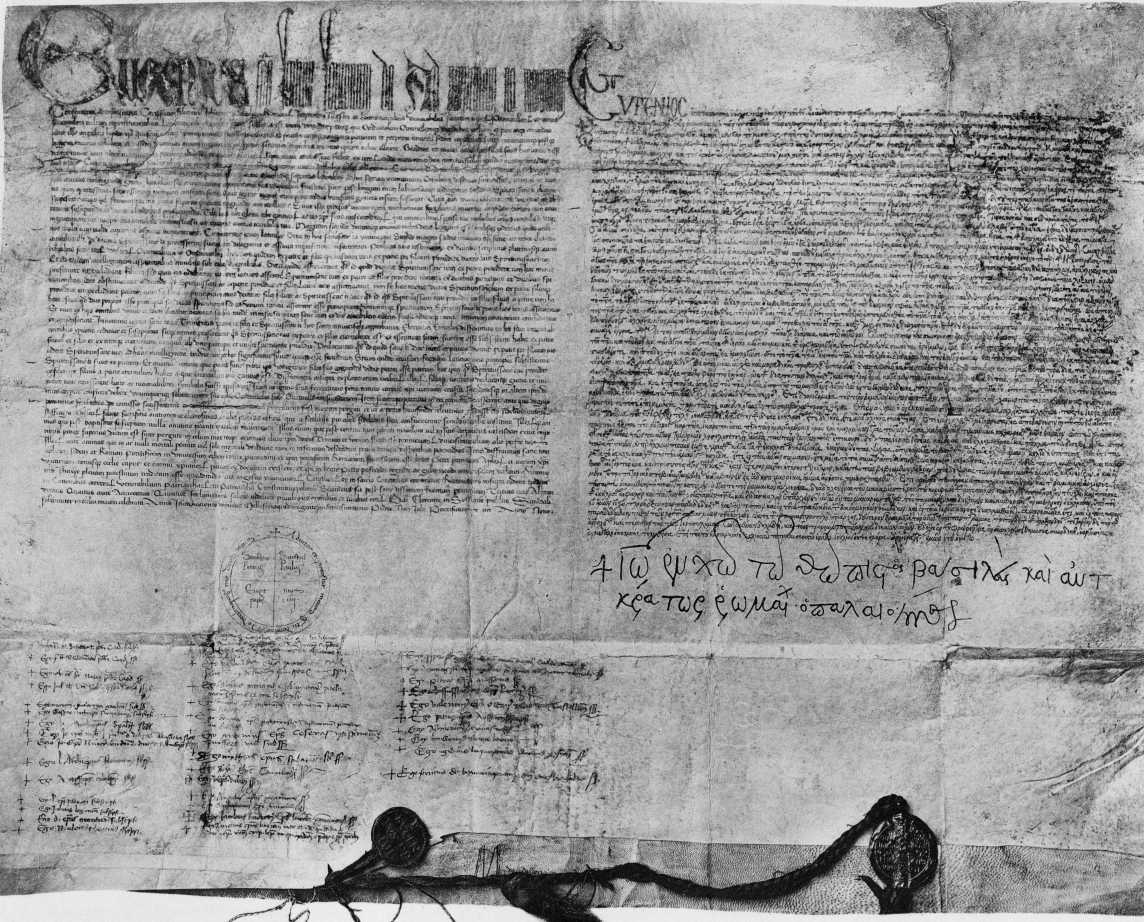
Immagine del testo originale.

Laetentur Caeli: Bulla Unionis Graecorum (Si rallegrino i cieli. Bolla di Unione con i Greci) fu una bolla papale promulgata il 6 luglio 1439  da papa Eugenio IV durante il Concilio di Firenze.
La bolla riunificò ufficialmente la Chiesa cattolica con le chiese di Oriente, ponendo temporaneamente fine al Grande Scisma. Tuttavia, poco tempo dopo l’accordo fu ripudiato dalla maggioranza dei vescovi delle Chiese d’Oriente. L'incipit della bolla –da cui deriva il titolo- proviene da Salmi 95:11 nella traduzione della Vulgata.

## Contesto politico

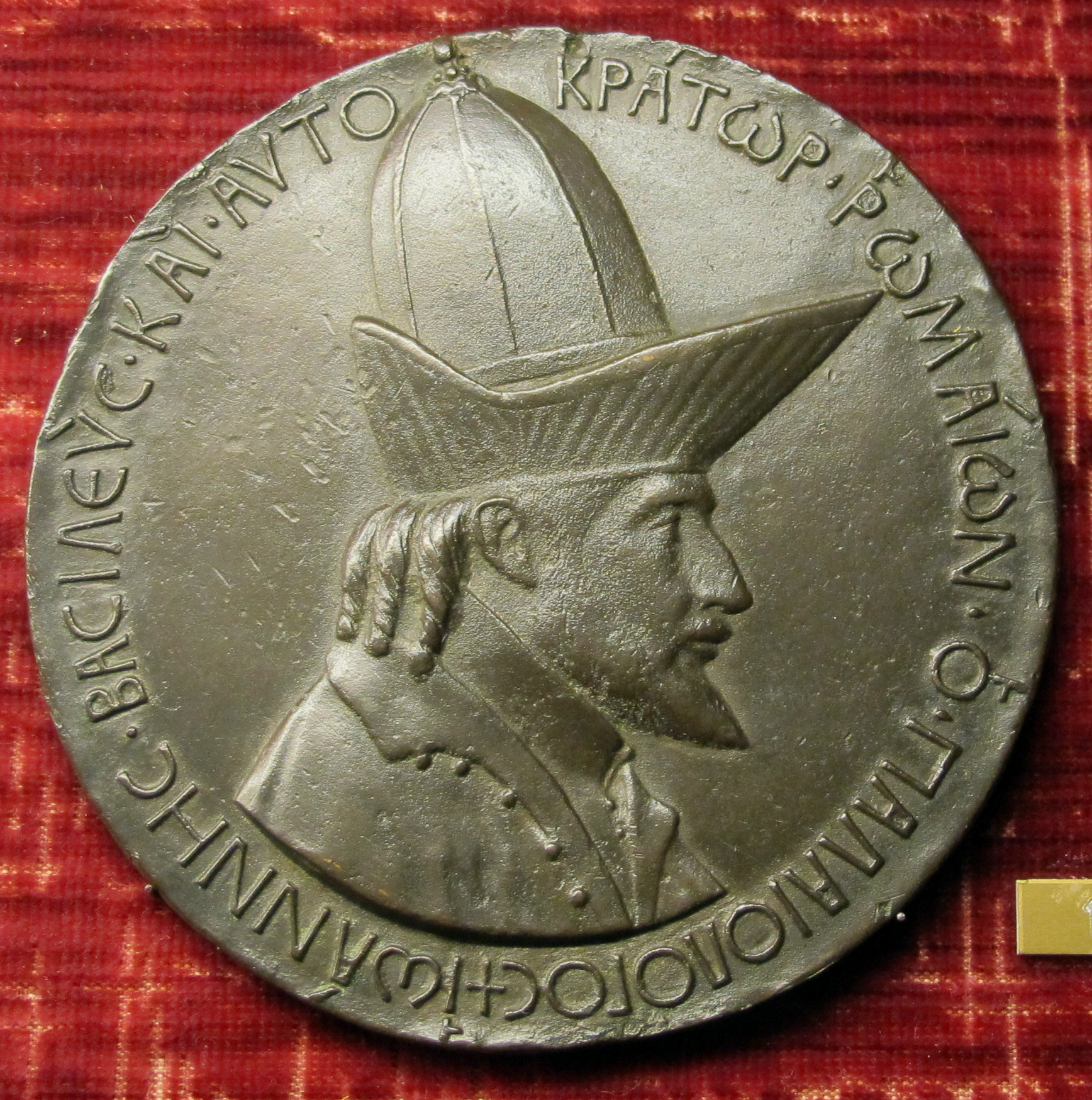
Medaglia di Giovanni VIII Paleologo durante la sua visita a Firenze (Pisanello, 1438). La legenda riporta in greco la dicitura: "Giovani Paleologo, basileus e autokrator dei Romani".

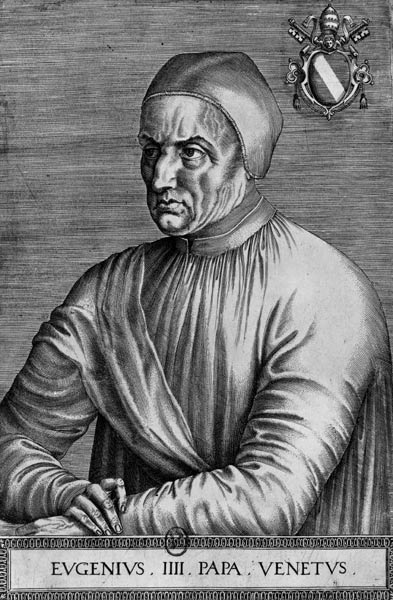
Ritratto di papa Eugenio IV, opera di Jean Fouquet.

Nel 1439 l’impero ottomano aveva guadagnato terreno su quello bizantino ed era arrivato ad estendersi in tutta l’Europa. La capitale Costantinopoli era ancora in mani bizantine. Durante il regno di Giovanni V Paleologo nel secolo precedente, l'imperatore bizantino aveva rivolto richieste di aiuto all'Occidente offrendo in cambio la riunificazione della Chiesa greco-ortodossa con quella cattolica romana. Il papato era rimasto impassibile a questi appelli , così come lo era stato il re Luigi I d'Ungheria.
Nel 1369, dopo la conquista ottomana di Adrianopoli, Giovanni V lanciò nuovamente una richiesta di aiuto, affrettandosi a Roma e convertendosi pubblicamente al cattolicesimo romano. L'aiuto non fu concesso e Giovanni V fu costretto a diventare vassallo del sultano Murad I.
Una breve tregua dal controllo ottomano arrivò in seguito quando Timur fece pressioni sugli ottomani a est, ma nel 1420 l'imperatore bizantino Giovanni VIII Paleologo avvertì nuovamente e in modo drammatico la necessità dell’ausilio dell’Occidente. Rinnovò l’appello del suo predecessore, presentandosi con una delegazione al Concilio d Ferrara-Firenze per chiedere la riunificazione delle due Chiese. Si consultò con il filosofo neoplatonico Gemisto Pletone il quale gli consigliò di ricercare un identico potere di voto nella sede conciliare per la delegazione cattolica e per quella greco-ortodossa. L’imperatore subì molte più pressioni del Romano Pontefice nella direzione di un ricongiungimento fra le due comunità ecclesiali. Per aiutare la Chiesa ortodossa russa a unirsi con la Chiesa occidentale, nel 1436 Giovanni VIII nominò Isidoro metropolita di Kiev contro il volere di Basilio II di Russia.

## Contesto teologico
La Chiesa cattolica romana e quella ortodossa orientale avevano sviluppato diverse differenze teologiche nel corso dello scisma est-ovest del 1054 e nei secoli successivi. La principale differenza riguardava l'inserimento della parola ‘’Filioque’’ nella versione latina del Credo niceno da parte della Chiesa cattolica romana, che i vescovi ortodossi avevano rifiutato di accettare : secondo il dogma ortodosso orientale lo Spirito Santo procedeva da Dio Padre, mentre secondo il dogma cattolico romano esso procedeva sia dal Padre che dal Figlio. Sebbene il Concilio di Firenze avesse un carattere ecumenico, i vescovi orientali negarono con forza il fatto che si potesse aggiungere qualcosa al Credo.
Una seconda questione centrale era quella del primato di giurisdizione papale, che i vescovi ortodossi avevano respinto. Let the Heavens Rejoice: Altre questioni divisive erano l’esicasmo, la dottrina del Purgatorio e l'uso del pane lievitato come specie eucaristica (laddove la Chiesa Cattolica adottava il pane azzimo).

## Il Concilio di Firenze e ilLaetentur
Durante il Concilio di Ferrara-Firenze, il Papa provvide al sostentamento dei 700 delegati delle Chiese orientali. Alla morte del patriarca ortodosso orientale Giuseppe II di Costantinopoli, presente al concilio,  Giovanni VIII accentrò su di sé le questioni della Chiesa  e nominò suo successore Metrofane II di Costantinopoli, che era favorevole alla riunificazione. Nell'estate del 1439 il consiglio fu trasferito da Ferrara a Firenze perché Cosimo de' Medici si offrì di finanziare i delegati greci, che il papato faticava a sostenere.
Poiché l'Occidente cattolico romano deteneva tutto il potere contrattuale data la situazione disperata di Giovanni VIII, l'unione delle chiese era una questione semplice per Giovanni: l'imperatore ordinò ai rappresentanti orientali di accettare le dottrine occidentali del Filioque, della supremazia papale e del Purgatorio, come chiese Eugenio IV. In cambio Eugenio si impegnò a fornire assistenza militare per la difesa di Costantinopoli e ad incoraggiare il re di Germania Alberto II alla guerra contro gli ottomani. Il 6 luglio 1439 l'imperatore e tutti gli attuali vescovi, tranne uno, sottoscrissero la bolla pontificia. La giornata fu dichiarata a Firenze come una festività durante il quale si tennero cerimonie trionfali. Eugenio IV proclamò quindi ufficialmente l'unione sotto forma di bolla, la Laetentur Coeli. La bolla fu letta dal pulpito del Duomo di Firenze da un greco, Basilio Bessarione, e da un latino, Giuliano Cesarini.
La bolla Laetentur Caeli conteneva la prima definizione formale conciliare del primato pontificio. È stato suggerito che Eugenio IV insistesse su questo perché il suo primato era in quel momento minacciato dall’ultimo antipapa, Felice V, e dal Movimento conciliare durante il Concilio di Basilea. La bolla non faceva menzione delle differenze fra le due Chiese sul modo di intendere il papato, limitandosi a riaffermare la posizione occidentale. A proposito del Filioque, assunse un tono simile, sottolineando i punti in comune tra le teologie dell'Oriente e dell'Occidente e schierandosi chiaramente con la posizione cattolica romana,  senza nemmeno menzionare le obiezioni ortodosse orientali. A proposito del pane, il toro prevedeva l'uso di pane azzimo o lievitato secondo l'usanza locale. Si affermava la dottrina del Purgatorio e l'efficacia della preghiera per i purganti, sempre secondo la dottrina cattolica romana. Infine, la bolla definiva l'ordine di primato tra i patriarchi della pentarchia nel modo seguente: Roma, Costantinopoli, Alessandria, Antiochia e infine Gerusalemme.
L'unica voce dissenziente contro la bolla fu quella di Marco di Efeso, delegato del Patriarca di Alessandria, che rifiutò di scendere a compromessi sia sul Filioque che sul Purgatorio e riteneva che Roma continuasse nell'eresia e fosse responsabile dello scisma. Secondo quanto riferito, dopo aver visto che la firma di Marco mancava, Eugenio IV rispose: "E quindi non abbiamo ottenuto nulla". Tuttavia l'unione doveva procedere e i rappresentanti del Vaticano furono inviati a Costantinopoli per vedere come si stava svolgendo.

## Conseguenze

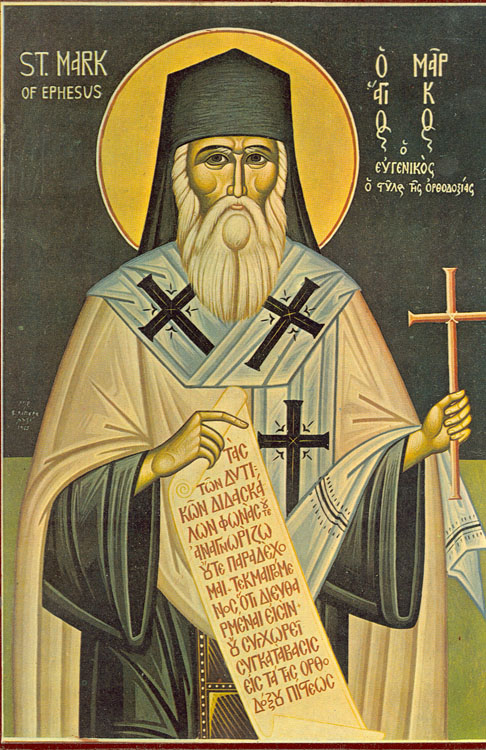
Affresco of Marco di Efeso.

In Occidente, papa Eugenio IV condusse ulteriori negoziati nel tentativo di estendere l'unione. Firmò un accordo con gli armeni il 22 novembre 1439, e con una parte dei giacobiti di Siria nel 1443, e nel 1445 ricevette alcuni dei nestoriani e la parte cipriota dei maroniti. Queste riunificazioni si rivelarono instabili e per lo più poco durature. Nella primavera del 1442 il papato iniziò a pianificare una crociata via terra e via mare contro gli ottomani dall'Ungheria e dal Mediterraneo. Questi piani furono inizialmente rallentati da una guerra civile in Ungheria. Il 1º gennaio 1443 Eugenio IV proclamò ufficialmente una crociata. Ladislao III di Polonia, ora anche re d'Ungheria, acconsentì, ma non riuscì a trovare appoggio tra i suoi nobili polacchi che sostenevano il Movimento conciliare contro il papa. Ladislao intraprese comunque la crociata con le truppe ungheresi e rimase ucciso nella battaglia di Varna, fatto che pose fine al tentativo nell’arco di un anno. A questo punto, Costantinopoli non poteva più aspettarsi il sostegno militare dell'Occidente.
Sul fronte orientale, Giovanni VIII, Marco di Efeso, e il resto dei vescovi ortodossi fecero ritorno a Costantinopoli il 1º febbraio 1440. Scoprirono presto che il popolo bizantino e i monaci del Monte Athos, radunati intorno a Marco, rifiutavano in gran parte la riunificazione.  I vescovi uniati contrari a Marco attestarono la sua resistenza: «Tornato a Costantinopoli, Efeso turbò e confuse la Chiesa orientale con i suoi scritti e discorsi diretti contro i decreti del Concilio di Firenze». I vescovi russi, a differenza di quelli di Costantinopoli, si schierarono con Marco. Nel 1443 la maggior parte dei patriarchi russi ripudiò il Concilio di Firenze e l'unione delle chiese. Così Isidoro di Kiev fu arrestato durante il suo ritorno a Mosca per ordine di Basilio II e fu condannato per apostasia; imprigionato, fuggì a Roma dove divenne cardinale. Tornò a Costantinopoli nel 1452 per celebrare l'unione, ma fu costretto a fuggire di nuovo a Roma quando la città cadde in mano agli Ottomani. Nel frattempo, nel 1448, cercando di sfuggire a qualsiasi influenza unionista, la Chiesa ortodossa russa si dichiarò autocefala.
I governi di Venezia e Genova assicurarono che a Costantinopoli non arrivasse alcun sostegno significativo dall'Occidente, sostenendo gli ottomani contro i bizantini. Con la caduta di Costantinopoli vennero meno anche le ultime prospettive della riunificazione. I nuovi regnanti ottomani volevano impedire ai bizantini conquistati di fare appello all'Occidente: il sultano Maometto II nominò Patriarca di Costantinopoli Gennadio II. Contrario all’unione delle due Chiese, questi rinunciò subito al Filioque, rinnovando il Grande Scisma.

### Riferimenti
1. 1 2 3 4 5  Papa Eugenio IV, Laetentur Caeli: Bulla Unionis Graecorum. 6 luglio 1439.
2. ↑  Gli Occidentali cattolici erano noti come "Latini", mentre gli Orientali ortodossi erano indicati generalmente con il nome di "Greci", per via delle lingue franche (latino e greco koinè) adottate nelle due Chiese. Con questi due nomi venivano indicati in modo generale tutti i popoli delle diverse nazioni, lingue ed etnie, unificate in tal modo dall'aspetto religioso.
3. ↑  Davies, Norman. Europe: A History. p.446-448. Oxford: Oxford University Press 1996. ISBN 0-19-820171-0
4. ↑   Salmi 95:11, su La Parola - La Sacra Bibbia in italiano in Internet.
5. 1 2 3  Mango, Cyril. The Oxford History of Byzantium. 1ª ed. New York: Oxford UP, 2002
6. ↑  Küküllei János: Lajos király krónikája, Névtelen szerző: Geszta Lajos királyról; Osisris Kiadó, Budapest, 2000. (Millenniumi Magyar Történelem)
7. ↑  Merry, Bruce (2002) "George Gemistos Plethon (c. 1355/60–1452)" in Amoia, Alba & Knapp, Bettina L., Multicultural Writers from Antiquity to 1945: A Bio-Bibliographical Sourcebook. Greenwood Publishing Group.
8. 1 2  Isidore of Kiev, Encyclopædia Britannica, 2008
9. 1 2 3 4 5 6 7  Hamerman, Nora. The Council of Florence: The Religious Event that Shaped the Era of Discovery in Fidelio, Volume 1, n. 2, primavera 1992 pp. 23-36.
10. ↑   Excursus on the words πίστιν ἑτέραν, su ccel.org, 1º giugno 2005.
11. ↑  Lyttle, Charles H. "Odd Moments and Papal Bulls" in The Christian Register, Vol. 91. p. 854. 5 settembre 1912.
12. 1 2 3 4  Brown, Patricia Fortini. Laetentur Caeli: The Council of Florence and the Astronomical Fresco in the Old Sacristry. 2009.
13. 1 2 3 4 5 6 7 8 9  Погодин, Амвросий. Святой Марк Эфесский и Флорентийская уния. Jordanville: Holy Trinity Monastery, 1963.
14. 1 2 3 4 5 6  Stieber, Joachim W. Pope Eugenius IV, the Council of Basel and the Secular and Ecclesiastical Authorities in the Empire: The Conflict Over Supreme Authority and Power in the Church. 1978.
15. ↑  Roman Catholicism, Encyclopædia Britannica, 2015.
16. 1 2  Brigham, Erin. Sustaining the Hope for Unity: Ecumenical Dialogue in a Postmodern World. 2012.
17. ↑  Van der Essen, Léon. "The Council of Florence." The Catholic Encyclopedia. Vol. 6. New York: Robert Appleton Company, 1909. 24 luglio 2014